# Wrzosowo (stacja kolejowa)
Wrzosowo – stacja kolejowa, w województwie zachodniopomorskim, w powiecie kołobrzeskim, w gminie Dygowo, 1,5 km na wschód od centrum Wrzosowa. Przez stację przebiega zelektryfikowana linia kolejowa Szczecinek - Białogard - Kołobrzeg. Stacja posiada 2 perony. Na przystanku zatrzymują się pociągi osobowe.

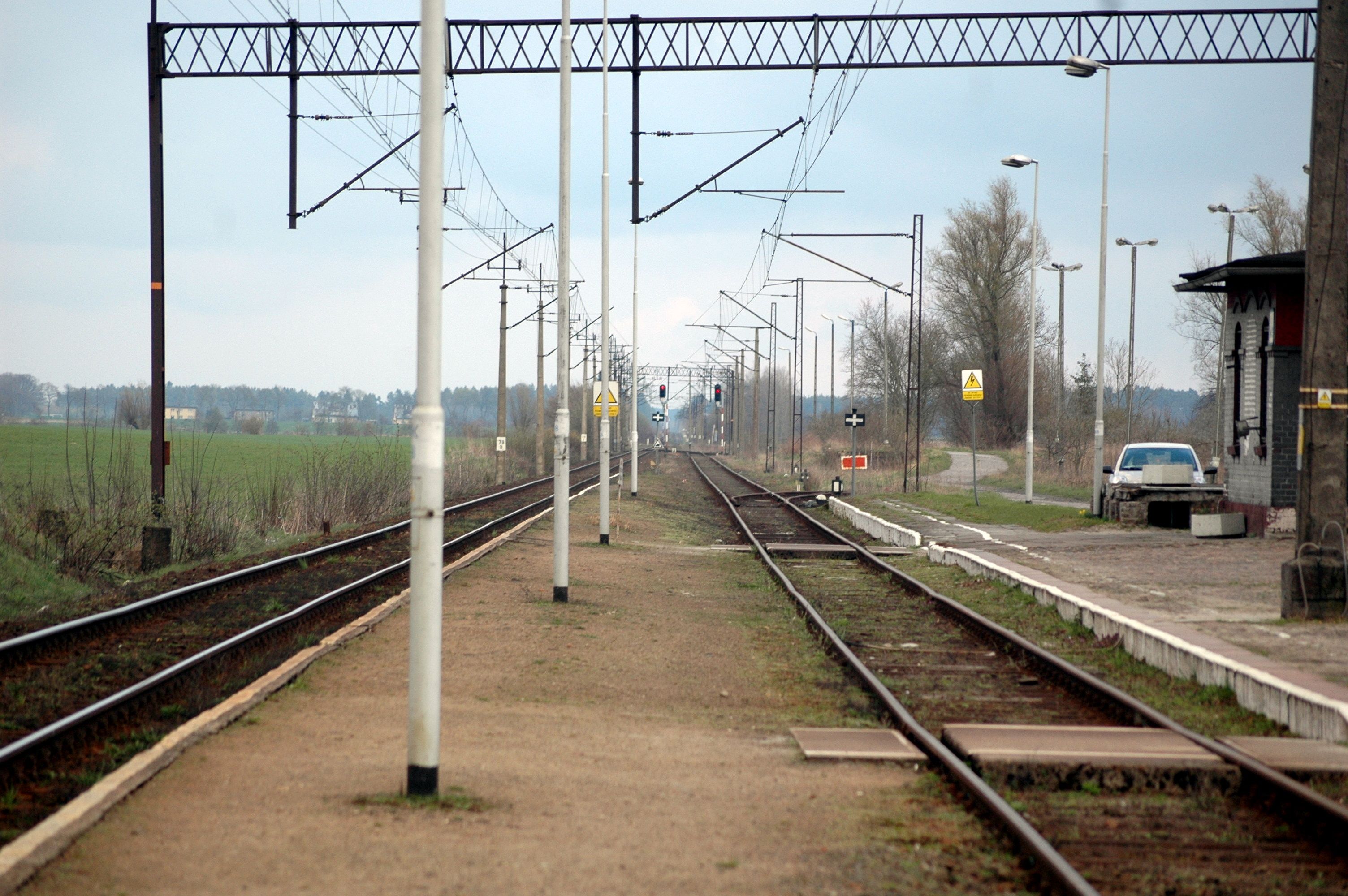
Przystanek we Wrzosowie

## Ruch pasażerski
| Rok  | Wymiana pasażerska na dobę |
| ---- | -------------------------- |
| 2017 | 10-19                      |
| 2022 | 20-49                      |

## Połączenia
- Kołobrzeg
- Białogard
- Szczecinek
- Piła
- Poznań